# Puchar Świata w Zapasach 2019
Zawody Pucharu Świata w 2019 roku
- w stylu klasycznym mężczyzn rywalizowano pomiędzy 28-29 listopada w Teheranie w Iranie,
- w stylu wolnym mężczyzn zawody rozegrano w dniach 16-17 marca w Jakucku w Rosji,
- a kobiety walczyły w dniach 16-17 listopada w Narita w Japonii.

## W stylu klasycznym rywalizowano w dniach 28 listopada – 29 listopad wTeheraniewIranie
Zawody nie odbyły się

## W stylu wolnym rywalizowano w dniach 16 – 17 marca wJakuckuwRosji

### Ostateczna kolejność drużynowa
| Poz. | Państwo           |
| ---- | ----------------- |
|      | Rosja             |
|      | Iran              |
|      | Stany Zjednoczone |
| 4.   | Japonia           |
| 5.   | Kuba              |
| 6.   | Mongolia          |
| 7.   | Gruzja            |
| 8.   | Turcja            |

## W stylu wolnym kobiet rywalizowano w dniach 16 - 17 listopada wNaritawJaponii

### Ostateczna kolejność drużynowa
| Poz. | Państwo           |
| ---- | ----------------- |
|      | Japonia           |
|      | Stany Zjednoczone |
|      | Chiny             |
| 4.   | Mongolia          |
| 5.   | Ukraina           |
| 6.   | Rosja             |